# Asteridiella solani
Asteridiella solani är en svampart som beskrevs av McAlpine 1897. Asteridiella solani ingår i släktet Asteridiella och familjen Meliolaceae.   Inga underarter finns listade i Catalogue of Life.